# La Pabordia de Caselles
La Pabordia de Caselles és un edifici al barri de Camps del municipi de Fonollosa (Bages) inclòs en l'Inventari del Patrimoni Arquitectònic de Catalunya.
És una antiga església que fou reconvertida en mas amb el carener perpendicular a la façana principal orientada a migdia i cobert a doble vessant. La gran masia aprofita el fort pendent del terreny i s'eixampla pel costat de migdia i ponent amb una gran ampliació pròpia del segle xviii. El cos més antic correspon a la façana de llevant visible des del camí d'arribada i on es troba afegida l'església romànica de la Mare de Déu dels Àngels de Caselles.

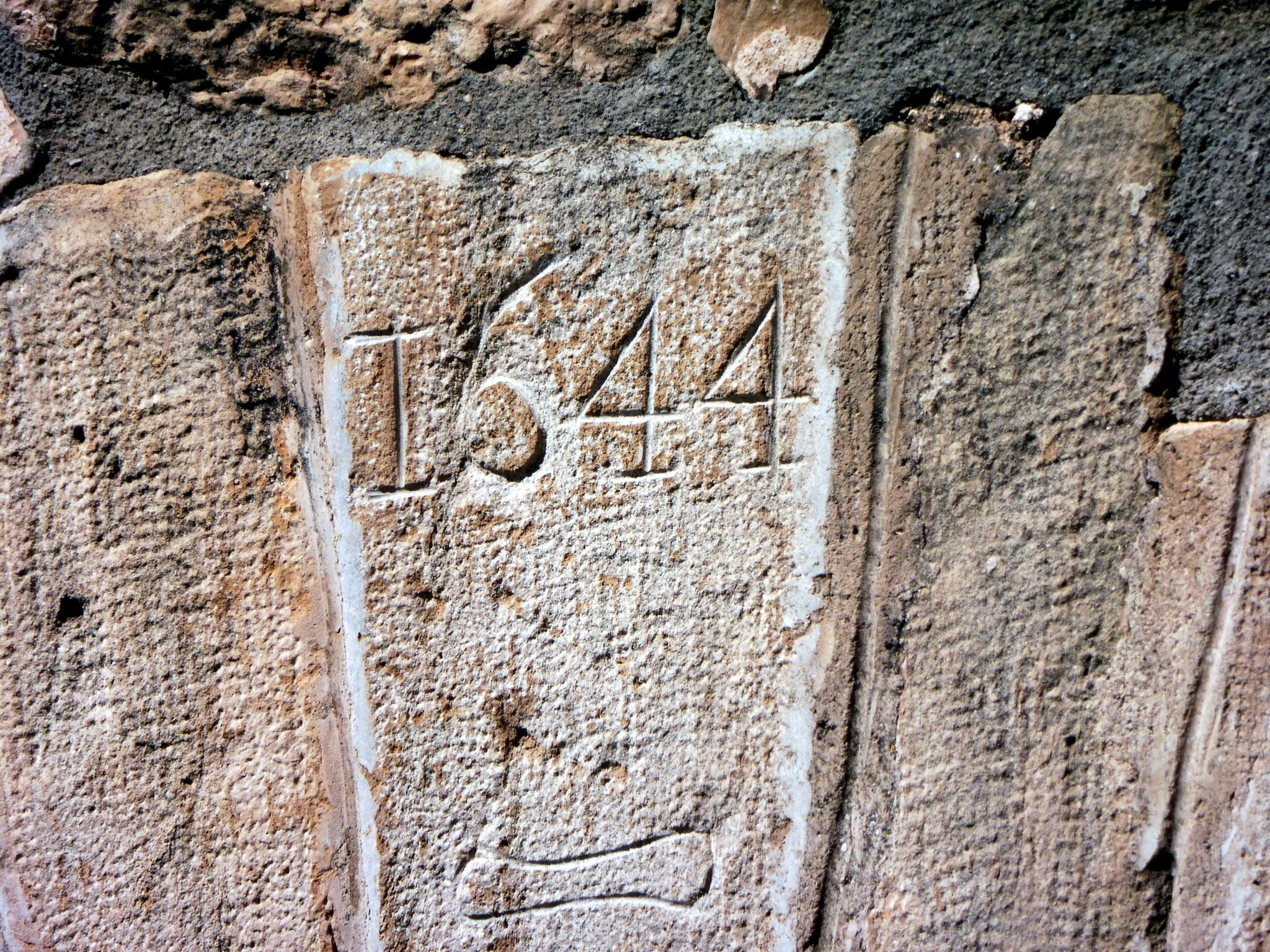
Clau del portal de la masia

L'església romànica del segle xiii fou sobrealçada posteriorment. És un edifici d'una sola nau de planta basilical amb un absis semicircular a llevant al mig del qual s'obre una finestra d'un sol esqueix. Les entrades a partir de dos portals moderns, són a tramuntana i a ponent. Una cornisa separa l'obra romànica de la moderna en tot l'exterior. L'aparell és de grossos blocs de pedra quadrats i polits de grans proporcions i disposats en filades horitzontals a trencajunt.

## Història
La Pabordia de Caselles és una construcció del segle xvii i especialment ampliada al segle xviii, annexa a l'antiga església -pabordia de santa Maria, que és una fundació del segle xvii vinculada al monestir de santa Maria de l'Estany.
Des del segle xiii és documentat també el mas, que dona nom a l'església i que acollia una petita comunitat de canonges regits per un paborde els quals residien en el primer mas. La llista de pabordes arriba fins al segle xviii, concretament l'any 1770 la pabordia els seus béns foren donats al seminari de Vic i el 1885 fou venuda la propietat a uns particulars.